# Lophuromys sabunii
Lophuromys sabunii és un rosegador del gènere Lophuromys que és endèmic de l'altiplà d'Ufipa (Tanzània). Se'l pot distingir d'altres espècies del grup Lophuromys flavopunctatus per una sèrie de característiques cranials. Pesa 38-87 g i té una llargada corporal de 112-145 mm, sense comptar la cua, que mesura 30-80 mm. Les potes posteriors fan 20,0-23,0 mm i les orelles 12,2-19,5 mm.
Aquest tàxon fou anomenat en honor de l'estudiant graduat tanzà Christopher Andrew Sabuni.